# Okręgi wyborcze do Sejmu Rzeczypospolitej Polskiej
Okręgi wyborcze do Sejmu Rzeczypospolitej Polskiej – jednostki podziału terytorialnego Polski utworzone w celu przeprowadzania wyborów powszechnych do Sejmu RP. Obecną liczbę – 41 – i kształt okręgów wyborczych reguluje Ustawa z dnia 5 stycznia 2011 r. – Kodeks wyborczy (Dz.U. z 2011 r. nr 21, poz. 113 z późn. zm.). Wszystkie okręgi są wielomandatowe – wybiera się w nich od 7 do 20 posłów. Mandaty poselskie są rozdzielane między poszczególne listy okręgowe kandydatów. Nad przeprowadzaniem wyborów w poszczególnych okręgach czuwają okręgowe komisje wyborcze.

## Zasady tworzenia okręgów
Okręgi wyborcze do Sejmu Rzeczypospolitej Polskiej obejmują obszar całości lub części województwa, przy czym ich granice nie mogą naruszać granic powiatów wchodzących w ich skład. Ustaleniu podziału terytorium kraju na okręgi wyborcze i liczby wybieranych w nich posłów służy norma przedstawicielstwa – iloraz liczby ludności Polski przez liczbę wszystkich posłów do Sejmu (na podstawie danych Państwowej Komisji Wyborczej z 30 września 2022 wynosi ona 78 424 mieszkańców). W każdym okręgu wyborczym obsadzanych jest co najmniej 7 mandatów.
Na terenie gmin wchodzących w skład poszczególnych okręgów wyborczych tworzone są obwody głosowania. Ponadto tworzone mogą być obwody dla:
- obywateli polskich przebywających poza granicami kraju (siedziby odpowiednich komisji obwodowych określa minister spraw zagranicznych); przynależą one do okręgu wyborczego nr 19 (Warszawa);
- wyborców przebywających na polskich statkach morskich, które znajdują się w podróży w okresie obejmującym dzień wyborów, jeżeli przebywa na nich co najmniej 15 wyborców (tworzy je minister infrastruktury); przynależą one do okręgu wyborczego właściwego dla siedziby armatora.

Państwowa Komisja Wyborcza ma prawo przedkładania Sejmowi wniosków dotyczących propozycji zmian w podziale Polski na okręgi wyborcze i liczby posłów w nich wybieranych, jeżeli konieczność taka wynika ze zmian w zasadniczym podziale terytorialnym państwa lub ze zmiany liczby mieszkańców w okręgu wyborczym lub w kraju. Dokonywanie zmian granic powiatów pociągających za sobą zmiany granic okręgów wyborczych jest zakazane w okresie 12 miesięcy poprzedzających upływ kadencji Sejmu oraz po skróceniu kadencji Sejmu. Zmian w podziale na okręgi wyborcze można dokonać nie później niż na 3 miesiące przed dniem upływu terminu zarządzenia wyborów do Sejmu.

## Ustalenie wyniku wyborów w okręgach
Mandaty w poszczególnych okręgach wyborczych przydzielane są według systemu proporcjonalnego między poszczególne listy okręgowe. Wystawiane są one przez komitety wyborcze partii politycznych i wyborców biorące udział w wyborach. Po zakończeniu głosowania, na podstawie protokołów w obwodach okręgowe komisje wyborcze ustalają wyniki głosowania na poszczególne listy okręgowe i sporządzają protokoły wyników głosowania w okręgu wyborczym. Następnie są one weryfikowane przez Państwową Komisję Wyborczą, która na podstawie wyników zbiorczych informuje o tym, które komitety wyborcze są uprawnione do udziału w podziale mandatów, czyli przekroczyły 5-procentowy próg wyborczy (z warunku tego wyłączone są komitety wyborcze organizacji mniejszości narodowych).
Podział mandatów w okręgach wyborczych między poszczególne listy okręgowe dokonywany jest przy pomocy metody d’Hondta. Mandaty przypadające danej liście uzyskują kandydaci w kolejności otrzymanej liczby głosów. Jeżeli dwóch lub więcej kandydatów otrzymało równą liczbę głosów uprawniającą do uzyskania mandatu z danej listy, o pierwszeństwie rozstrzyga większa liczba obwodów głosowania, w których jeden z kandydatów uzyskał więcej głosów, a przy dalszej równości, przeprowadzane jest przez przewodniczącego okręgowej komisji wyborczej losowanie.

## Wykaz okręgów
Według danych Państwowej Komisji Wyborczej z 30 września 2022 najwięcej mieszkańców – 1 646 386 – zamieszkiwało obszar okręgu wyborczego nr 19 z siedzibą w Warszawie; wybierana jest tam również największa liczba posłów – 20 (przy czym liczba wyborców za granicą kraju nie wpływa na liczbę obsadzanych w okręgu mandatów). Najmniej mieszkańców – 552 071 – zamieszkiwało teren okręgu nr 28 z siedzibą w Częstochowie, gdzie wybiera się tylko 7 posłów. Najwięcej osób przypadało na mandat w okręgu nr 20 (obszar wokół Warszawy) – 92 969, zaś najmniej w okręgu nr 32 (Sosnowiec) – 68 530.
W poszczególnych województwach wybiera się następującą liczbę posłów:
| - województwo lubuskie – 12, - województwo opolskie – 12, - województwo podlaskie – 14, - województwo świętokrzyskie – 16, - województwo warmińsko-mazurskie – 18, - województwo zachodniopomorskie – 20, - województwo kujawsko-pomorskie – 25, - województwo podkarpackie – 26, | - województwo pomorskie – 26, - województwo lubelskie – 27, - województwo łódzkie – 31, - województwo dolnośląskie – 34, - województwo wielkopolskie – 40, - województwo małopolskie – 41, - województwo śląskie – 55, - województwo mazowieckie – 63. |

OKW – okręgowa komisja wyborcza.
LM – liczba mieszkańców w okręgu według danych z 30 września 2022.
M – liczba mandatów obsadzanych w okręgu.
LM:M – liczba mieszkańców przypadająca na mandat w okręgu według danych z 30 września 2022.
| Nr | Siedziba OKW         | Obszar | LM        | M  | LM:M   |
| -- | -------------------- | --- | --------- | -- | ------ |
| 1  | Legnica              | powiaty: bolesławiecki, głogowski, jaworski, karkonoski, kamiennogórski, legnicki, lubański, lubiński, lwówecki, polkowicki, zgorzelecki i złotoryjski; miasta na prawach powiatu: Jelenia Góra i Legnica      | 893 996   | 12 | 74 500 |
| 2  | Wałbrzych            | powiaty: dzierżoniowski, kłodzki, świdnicki, wałbrzyski i ząbkowicki; miasto na prawach powiatu: Wałbrzych | 587 775   | 8  | 73 472 |
| 3  | Wrocław              | powiaty: górowski, milicki, oleśnicki, oławski, strzeliński, średzki, trzebnicki, wołowski i wrocławski; miasto na prawach powiatu: Wrocław                                                                    | 1 200 619 | 14 | 85 759 |
| 4  | Bydgoszcz            | powiaty: bydgoski, inowrocławski, mogileński, nakielski, sępoleński, świecki, tucholski i żniński; miasto na prawach powiatu: Bydgoszcz                                                                        | 932 918   | 12 | 77 743 |
| 5  | Toruń                | powiaty: aleksandrowski, brodnicki, chełmiński, golubsko-dobrzyński, grudziądzki, lipnowski, radziejowski, rypiński, toruński, wąbrzeski i włocławski; miasta na prawach powiatu: Grudziądz, Toruń i Włocławek | 976 275   | 13 | 75 098 |
| 6  | Lublin               | powiaty: janowski, kraśnicki, lubartowski, lubelski, łęczyński, łukowski, opolski, puławski, rycki i świdnicki; miasto na prawach powiatu: Lublin                                                              | 1 135 941 | 15 | 75 729 |
| 7  | Chełm                | powiaty: bialski, biłgorajski, chełmski, hrubieszowski, krasnostawski, parczewski, radzyński, tomaszowski, włodawski i zamojski; miasta na prawach powiatu: Biała Podlaska, Chełm i Zamość                     | 888 630   | 12 | 74 053 |
| 8  | Zielona Góra         | województwo lubuskie | 937 294   | 12 | 78 108 |
| 9  | Łódź                 | powiaty: brzeziński i łódzki wschodni; miasto na prawach powiatu: Łódź | 698 658   | 10 | 69 866 |
| 10 | Piotrków Trybunalski | powiaty: bełchatowski, opoczyński, piotrkowski, radomszczański, rawski, skierniewicki i tomaszowski; miasta na prawach powiatu: Piotrków Trybunalski i Skierniewice                                            | 686 481   | 9  | 76 276 |
| 11 | Sieradz              | powiaty: kutnowski, łaski, łęczycki, łowicki, pabianicki, pajęczański, poddębicki, sieradzki, wieluński, wieruszowski, zduńskowolski i zgierski                                                                | 912 747   | 12 | 76 062 |
| 12 | Chrzanów             | powiaty: chrzanowski, myślenicki, oświęcimski, suski i wadowicki | 627 784   | 8  | 78 473 |
| 13 | Kraków               | powiaty: krakowski, miechowski i olkuski; miasto na prawach powiatu: Kraków | 1 139 569 | 14 | 81 398 |
| 14 | Nowy Sącz            | powiaty: gorlicki, limanowski, nowosądecki, nowotarski i tatrzański; miasto na prawach powiatu: Nowy Sącz | 788 549   | 10 | 78 855 |
| 15 | Tarnów               | powiaty: bocheński, brzeski, dąbrowski, proszowicki, tarnowski i wielicki; miasto na prawach powiatu: Tarnów                                                                                                   | 726 505   | 9  | 80 723 |
| 16 | Płock                | powiaty: ciechanowski, gostyniński, mławski, płocki, płoński, przasnyski, sierpecki, sochaczewski, żuromiński i żyrardowski; miasto na prawach powiatu: Płock                                                  | 788 281   | 10 | 78 828 |
| 17 | Radom                | powiaty: białobrzeski, grójecki, kozienicki, lipski, przysuski, radomski, szydłowiecki i zwoleński; miasto na prawach powiatu: Radom                                                                           | 674 912   | 9  | 74 990 |
| 18 | Siedlce              | powiaty: garwoliński, łosicki, makowski, miński, ostrołęcki, ostrowski, pułtuski, siedlecki, sokołowski, węgrowski i wyszkowski; miasta na prawach powiatu: Ostrołęka i Siedlce                                | 934 096   | 12 | 77 841 |
| 19 | Warszawa             | miasto na prawach powiatu: Warszawa, zagranica, statki | 1 646 386 | 20 | 82 319 |
| 20 | Warszawa             | powiaty: grodziski, legionowski, nowodworski, otwocki, piaseczyński, pruszkowski, warszawski zachodni i wołomiński                                                                                             | 1 115 626 | 12 | 92 969 |
| 21 | Opole                | województwo opolskie | 910 700   | 12 | 75 892 |
| 22 | Krosno               | powiaty: bieszczadzki, brzozowski, jarosławski, jasielski, krośnieński, leski, lubaczowski, przemyski, przeworski i sanocki; miasta na prawach powiatu: Krosno i Przemyśl                                      | 844 713   | 11 | 76 792 |
| 23 | Rzeszów              | powiaty: dębicki, kolbuszowski, leżajski, łańcucki, mielecki, niżański, ropczycko-sędziszowski, rzeszowski, stalowowolski, strzyżowski i tarnobrzeski; miasta na prawach powiatu: Rzeszów i Tarnobrzeg         | 1 225 218 | 15 | 81 681 |
| 24 | Białystok            | województwo podlaskie | 1 116 422 | 14 | 79 744 |
| 25 | Gdańsk               | powiaty: gdański, kwidzyński, malborski, nowodworski, starogardzki, sztumski i tczewski; miasta na prawach powiatu: Gdańsk i Sopot                                                                             | 1 002 786 | 12 | 83 566 |
| 26 | Słupsk               | powiaty: bytowski, chojnicki, człuchowski, kartuski, kościerski, lęborski, pucki, słupski i wejherowski; miasta na prawach powiatu: Gdynia i Słupsk                                                            | 1 178 785 | 14 | 84 199 |
| 27 | Bielsko-Biała        | powiaty: bielski, cieszyński, pszczyński i żywiecki; miasto na prawach powiatu: Bielsko-Biała | 740 988   | 9  | 82 332 |
| 28 | Częstochowa          | powiaty: częstochowski, kłobucki, lubliniecki i myszkowski; miasto na prawach powiatu: Częstochowa | 552 071   | 7  | 78 867 |
| 29 | Gliwice              | powiaty: gliwicki i tarnogórski; miasta na prawach powiatu: Bytom, Gliwice i Zabrze | 681 636   | 9  | 75 737 |
| 30 | Rybnik               | powiaty: mikołowski, raciborski, rybnicki i wodzisławski; miasta na prawach powiatu: Jastrzębie-Zdrój, Rybnik i Żory                                                                                           | 675 054   | 9  | 75 006 |
| 31 | Katowice             | powiat bieruńsko-lędziński; miasta na prawach powiatu: Chorzów, Katowice, Mysłowice, Piekary Śląskie, Ruda Śląska, Siemianowice Śląskie, Świętochłowice i Tychy                                                | 864 547   | 12 | 72 046 |
| 32 | Sosnowiec            | powiaty: będziński i zawierciański; miasta na prawach powiatu: Dąbrowa Górnicza, Jaworzno i Sosnowiec | 616 773   | 9  | 68 530 |
| 33 | Kielce               | województwo świętokrzyskie | 1 178 159 | 16 | 73 635 |
| 34 | Elbląg               | powiaty: bartoszycki, braniewski, działdowski, elbląski, iławski, lidzbarski, nowomiejski i ostródzki; miasto na prawach powiatu: Elbląg                                                                       | 582 539   | 8  | 72 817 |
| 35 | Olsztyn              | powiaty: ełcki, giżycki, gołdapski, kętrzyński, mrągowski, nidzicki, olecki, olsztyński, piski, szczycieński i węgorzewski; miasto na prawach powiatu: Olsztyn                                                 | 747 176   | 10 | 74 718 |
| 36 | Kalisz               | powiaty: gostyński, jarociński, kaliski, kępiński, kościański, krotoszyński, leszczyński, ostrowski, ostrzeszowski, pleszewski i rawicki; miasta na prawach powiatu: Kalisz i Leszno                           | 963 132   | 12 | 80 261 |
| 37 | Konin                | powiaty: gnieźnieński, kolski, koniński, słupecki, średzki, śremski, turecki i wrzesiński; miasto na prawach powiatu: Konin                                                                                    | 746 870   | 9  | 82 986 |
| 38 | Piła                 | powiaty: chodzieski, czarnkowsko-trzcianecki, grodziski, międzychodzki, nowotomyski, obornicki, pilski, szamotulski, wągrowiecki, wolsztyński i złotowski                                                      | 749 262   | 9  | 83 251 |
| 39 | Poznań               | powiat poznański; miasto na prawach powiatu: Poznań | 864 830   | 10 | 86 483 |
| 40 | Koszalin             | powiaty: białogardzki, choszczeński, drawski, kołobrzeski, koszaliński, sławieński, szczecinecki, świdwiński i wałecki; miasto na prawach powiatu: Koszalin                                                    | 588 812   | 8  | 73 602 |
| 41 | Szczecin             | powiaty: goleniowski, gryficki, gryfiński, kamieński, łobeski, myśliborski, policki, pyrzycki i stargardzki; miasta na prawach powiatu: Szczecin i Świnoujście                                                 | 951 645   | 12 | 79 304 |

## Wybory na podstawie poprzednich ordynacji

### Wybory 1952
W wyborach do Sejmu wybierano 425 posłów w 67 okręgach wyborczych.

### Wybory 1957
W wyborach do Sejmu wybierano 460 posłów w 116 okręgach wyborczych.

### Wybory 1976
W wyborach do Sejmu wybierano 460 posłów w 71 okręgach wyborczych.

### Wybory 1985
W wyborach do Sejmu wybierano 460 posłów w 74 okręgach wyborczych.

### Wybory 1989
W wyborach do Sejmu wybierano 460 posłów, w tym 425 w 108 okręgach wyborczych, a 35 z tzw. listy krajowej. W okręgu wyborczym wybierano od 2 do 5 posłów, ich granice nie mogły przekraczać granic województw.

### Wybory 1991
W wyborach w 1991 roku terytorium kraju podzielono na 37 okręgów wyborczych, gdzie wybierano 391 posłów. Istniała lista krajowa, z której wybierano 69 posłów. Obowiązująca metodą podziału głosów była metoda Hare’a – Niemeyera, nie istniał próg wyborczy.

### Wybory 1993, 1997
W wyborach w 1993 i 1997 roku terytorium kraju podzielono na 52 okręgi wyborcze, gdzie wybierano 391 posłów. Istniała lista krajowa, z której wybierano 69 posłów. Okręg wyborczy obejmował obszar pojedynczego województwa, jedynie w województwach warszawskim i katowickim utworzono więcej niż jeden okręg wyborczy; granice okręgów nie mogły przekraczać granic gmin. Obowiązująca metodą podziału głosów była metoda d’Hondta, istniał próg wyborczy 5%, dla komitetów koalicyjnych 8%, a dla listy krajowej 7%.